# 리디아 보스크
리디아 보스크(Lydia Bosch, 1963년 11월 26일 ~ )는 스페인의 배우, 사회자이다.